# Burgstall Affalterbach
Der Burgstall Affalterbach ist eine abgegangene mittelalterliche Niederungsburg in Affalterbach, einem Gemeindeteil der Stadt Pfaffenhofen an der Ilm im Landkreis Pfaffenhofen an der Ilm von Bayern. Die Anlage wird als Bodendenkmal unter der Aktennummer D-1-7435-0151 als „Burgstall des Mittelalters“ geführt.

## Lage
Der Burgstall liegt in Niederungslage auf 414 m ü. NHN etwa 180 m südöstlich der Pfarrkirche St. Michael in Affalterbach und 130 m nördlich der Ilm. Im Urkataster von Bayern ist eine runde Anlage mit 40 m Durchmesser zu erkennen, wobei sich ein acht bis elf Meter breiter Wassergraben um eine runde und 24 m im Durchmesser ausmachende Insel zieht. Heute ist davon nichts mehr zu erkennen, denn die Anlage ist durch das Anwesen in der Uttenhofer Straße 6 modern überbaut.